# Thrasymachos
Thrasymachos (grek. Θρασύμαχος), född ca 459 f.Kr., död ca 400 f.Kr., var en grekisk sofist, mest känd som en av karaktärerna i Platons Staten. Han tillhörde, tillsammans med Antifon, Kritias, Hippias, Gorgias och Protagoras, de så kallade äldre sofisterna.

## Fotnoter
1. ↑  Internet Encyclopedia of Philosophy Thrasymachus, hämtad 2012-11-01